# Chicago Pile-1
Chicago Pile-1 (CP-1), první člověkem postavený jaderný reaktor na světě, byl součástí projektu Manhattan. Postaven byl v roce 1942 v prostoru racketsového kurtu pod tribunou fotbalového stadionu Stagg Field Chicagské univerzity. Stavby se účastnil neproškolený personál. Velkou část manuální a transportní činnosti provedli v rámci kondičního tréninku hráči místního univerzitního fotbalového týmu. I přesto byl experiment silně utajován a označen jako „milíř“ (pile). Nesměl být přítomen ani fotograf, proto je průběh experimentu zaznamenán pouze na kresbách. Celý experiment proběhl pod dozorem fyzika Enrica Fermiho. Fermi popsal reaktor jako „hrubý milíř z černých cihel a dřevěných trámů“. Náklady na výstavbu činily 2,7 milionu USD.

## Konstrukce reaktoru
Aktivní zónu tvořilo několik vrstev ultračistých grafitových cihel, které byly sestavovány na místě. Uprostřed reaktoru byly rozmístěny lisované koule oxidu uranu, vždy ob jednu vrstvu s grafitem, tak aby vytvořily krychlovou mřížku. Tato mřížka měla být původně 7,4 m vysoká. Následná měření však ukázala, že k dosáhnutí kritického stavu stačí méně paliva. Konečná výška tedy dosahovala necelých 6 m.
K řízení štěpné řetězové reakce sloužily kadmiové tyče, které bylo možno zasunout z boku reaktoru. Reaktor byl dále vybaven havarijní tyčí, řízenou automatickým systémem. Pokud by automatický systém nepracoval, byla zde pojistka a přeseknutím lana se spustila tato havarijní tyč do středu reaktoru (odtud dodnes používaná zkratka SCRAM). Posledním bezpečnostním prvkem byla skupina mužů s roztokem solí kadmia. Pokud by nedošlo k utlumení štěpné řetězové reakce pomocí kadmiových tyčí, tak by byl roztok vlit do reaktoru.
Reaktor nebyl opatřen chlazením ani ochranným pláštěm vůči radiaci, jelikož délka štěpné řetězové reakce neměla přesáhnout několik desítek minut a navíc v té době nebyly příliš známy účinky ozáření na organismus.
Výkon reaktoru byl řízen ručně pomocí kadmiové tyče na základě přístroje měřícího neutronový tok.

## Průběh experimentu
Pokus započal 2. prosince 1942 v 9:35, kdy byla z reaktoru vytažena havarijní tyč a následně vysouvaná krokově regulační tyč. Každý krok byl po jedné stopě a byl měřen následný tok neutronů. Tok neutronů se po několika krocích tak zvýšil, že citlivý automatický systém spustil havarijní tyč a zastavil štěpnou řetězovou reakci. Reaktor se stále nacházel v podkritickém stavu.
Odpoledne pokus dále pokračoval a postupným vysouváním regulační tyče se neutronový tok stabilizoval na určité hodnotě. V 15:36 začal neutronový tok růst exponenciálně, reaktor konečně dosáhl kritického stavu a začal zvyšovat svůj tepelný výkon.
Následně v 15:53 automatický havarijní systém znovu zastavil štěpnou řetězovou reakci. Reaktor dosáhl maximálního výkonu 0,5 W.
Reaktor byl znovu spuštěn a uveden do kritického stavu 12. prosince, kde při 35 minutovém provozu dosáhl tepelného výkonu 200 W.
Reaktor CP-1 byl rozebrán v únoru roku 1943.

## Důsledky experimentu
Experiment dokázal, že štěpná řetězová reakce je uskutečnitelný technický proces. Následně byly postaveny 3 reaktory v komplexu Hanford. Každý reaktor měl tepelný výkon 200 MW. Jejich účelem byla výroba plutonia jako štěpného materiálu do atomových bomb.